# نخل نارگیلی شیلی
نخل نارگیلی شیلی (نام علمی: Jubaea chilensis) نام یک گونه از تیره نخل است.